# Malkapur
Malkapur là một thành phố và là nơi đặt hội đồng đô thị (municipal council) của quận Buldana thuộc bang Maharashtra, Ấn Độ.

## Địa lý
Malkapur có vị trí 16°56′B 73°55′Đ / 16,93°B 73,92°Đ Nó có độ cao trung bình là 586 mét (1922 feet).

## Nhân khẩu
Theo điều tra dân số năm 2001 của Ấn Độ, Malkapur có dân số 61.015 người. Phái nam chiếm 51% tổng số dân và phái nữ chiếm 49%. Malkapur có tỷ lệ 69% biết đọc biết viết, cao hơn tỷ lệ trung bình toàn quốc là 59,5%: tỷ lệ cho phái nam là 75%, và tỷ lệ cho phái nữ là 63%. Tại Malkapur, 15% dân số nhỏ hơn 6 tuổi.